# Pitufos (película)
Pitufos (título original en inglés: Smurfs) es una película de comedia musical mezcla de animación estadounidense basada en la serie de cómics del mismo nombre creada por el dibujante de cómics belga Peyo. Producida por Paramount Animation y Nickelodeon Movies y animada por Cinesite, está dirigida por Chris Miller y escrita por Pam Brady. La película está protagonizada por Rihanna como la voz de Pitufina, junto a un gran elenco de voces de apoyo que incluye a Nick Offerman, Natasha Lyonne, JP Karliak, Dan Levy, Amy Sedaris, Nick Kroll, James Corden, Octavia Spencer, Hannah Waddingham, Sandra Oh, Alex Winter, Billie Lourd, Xolo Maridueña, Kurt Russell y John Goodman. Fue estrenada en los Estados Unidos el 18 de julio de 2025 por Paramount Pictures.
En febrero de 2022, se informó que LAFIG Bélgica e IMPS, los propietarios de la marca Los Pitufos, habían acordado asociarse con Paramount y Nickelodeon para producir varias películas animadas de Los Pitufos, siendo el primer proyecto un musical. Brady fue designado para escribir el guion, y la producción comenzaría más adelante ese año. En junio de 2022, Miller había sido contratado para dirigir la película, y en abril de 2023, Rihanna se había unido a la película como actriz de voz y productora, además de escribir y grabar canciones originales.

## Argumento
Un Pitufo sin nombre, llamado Sin Nombre, es nuevo en la Aldea Pitufa. Intenta conseguir trabajo tallando troncos, pero fracasa. Mientras Sin Nombre vaga por el bosque, obtiene poderes mágicos gracias a un libro mágico llamado Grimario. En la Aldea Pitufa, Sin Nombre demuestra sus poderes mágicos, creando un pulso mágico a través de cuatro portales. Esto provocó que Papá Pitufo fuera capturado por un portal enviado por Razamel y Joel. Los Pitufos, junto con una tortuga, parten en busca de Ken entrando en un portal a través de un gramófono, donde llegan a París.
Los Pitufos conocen a un grupo de Pitufos ninja llamados los Pitufos de la Vigilancia Vecinal Internacional. Los llevan a una bola de discoteca en una fiesta del club, donde conocen a Ken, el hermano de Papá Pitufo. Sin Nombre usa su magia para crear un portal al castillo de Razamel, donde entran los Pitufos. Sin embargo, un campo de fuerza instalado en el castillo los rebota a un desierto australiano. Se encuentran con los Pitufos, criaturas peludas que roban objetos de bolsillo. Los Pitufos llevan a los Snooterpoots ante Mamá Poot, la líder de los Snooterpoots. Mamá Poot les dice que los magos malvados tienen una sola intención: gobernar el mundo con el mal y toda la bondad del universo. Sin Nombre huye de los Snooterpoots justo cuando está a punto de explicarles cómo detenerlo. Después de que Pitufina consuele a Sin Nombre, Razamel captura al resto de los Pitufos y a los Snooterpoots. Mamá Poot lleva a Pitufina y a Sin Nombre a un cochecito llamado el Coche Gritón, donde son teletransportados a Múnich. Luego logran colarse en el castillo mediante un reparto de comida.
Cuando Razamel está a punto de aplastar a Papá Pitufo, Pitufina, Sin Nombre y Mamá Poot entran en la habitación. Se revela que Grimario está haciendo magia para Sin Nombre. Joel captura a los tres, transforma a Grimario en malvada y se va volando con ella. Gargamel salva a los Pitufos, transforma brevemente a Azreal en un grifo y huye del castillo. Papá Pitufo cuenta la historia de Ron, un Pitufo de pelo largo.
Mientras tanto, Razamel asiste a una reunión de la Alianza Intergaláctica de Magos Malvados. Atrapa a Asmodius, Chernobog y Jezebeth en un dispensador de agua y usa los cuatro libros malvados para gobernar el universo. Sin embargo, Gargamel y los Pitufos, que se han estrellado allí desde un coche volador, lo interrumpen. Pitufina transforma a Grimario en buena. Pitufina y Sin Nombre saltan al obisis interdimensional, donde Razamel los sigue. Sin Nombre obtiene entonces poderes mágicos y lucha contra Razamel. Juntos, los Pitufos detienen el portal que extermina a los buenos, y los libros vuelven a ser buenos. Sin Nombre hace desaparecer a Razamel por una puerta. Ron sale por la puerta y se reúne con Ken y Papá Pitufo.
Los Pitufos regresan a la Aldea Pitufa, donde la aldea ha vuelto a la normalidad.

## Reparto de voces
Atribuido a las siguientes fuentes:
- Rihanna como Pitufina
- James Corden como Pitufo Sin Nombre
- John Goodman como Papa Pitufo
- Hugo Miller como Pitufo Tontin
- Xolo Maridueña como Pitufo Filósofo
- Alex Winter como Pitufo Fortachón
- Natasha Lyonne como Mama Poot
- J. P. Karliak como Gargamel/Razamel
- Nick Offerman como Ken, hermano de Papa Pitufo
- Sandra Oh as Moxie Smurf
- Amy Sedaris como Jovial Grimario
- Billie Lourd como Pitufo preocupado
- Jonny Manganello como Pitufo panadero
- Marshmello como Tortuga
- Maya Erskine como Pitufo Vanidoso
- Dan Levy como Joel
- Chris Miller como Pitufo Gruñon/Pitufo Camuflaje
- Kurt Russell como Ron, hermano de Ken y Papa
- Rachel Butera como Azrael/Pitufo creador de listas
- Octavia Spencer como Asmodius
- Nick Kroll como Chernobog
- Hannah Waddingham como Jezebeth
- Kurt Russell como Ron, hermano de Ken y Papa
- Chris Prynoski como Pitufo Silencioso/Pitufo de camino atrás/Pitufo domador de tiburones
- DJ Snake como el mismo
- Jimmy Kimmel as Tardígrado
- Spencer X como Pitufo Efectos Especiales
- Ryan Naylor como Pitufo calendario
- Yuuki Una como Pitufina Anime
- Daisuke Tsuji como Sin Nombre Anime
- Keisuke Hoashi como Razamel Anime

## Producción

### Antecedentes y desarrollo
Paramount Pictures y Nickelodeon Movies habían intentado previamente desarrollar una película animada de Los Pitufos con el productor Jordan Kerner en la década de 2000, hasta que Sony Pictures Animation finalmente adquirió los derechos cinematográficos de su propia película híbrida de acción real/CGI en 2011, seguida de una secuela en 2013. y un reinicio completamente animado, Los Pitufos: La aldea perdida, en 2017. 

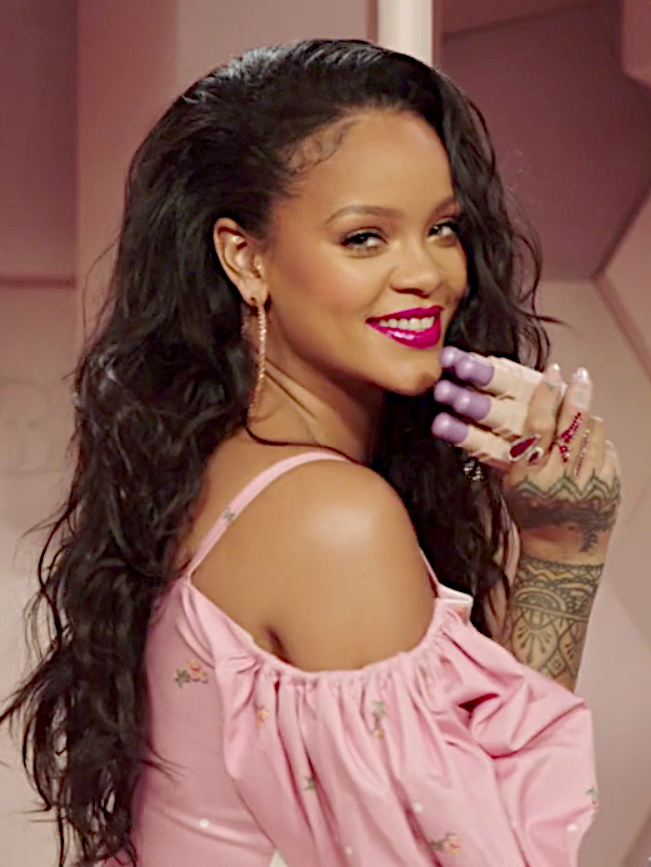
Rihanna participa en la producción de la película como coproductora, la voz de Pitufina y como coautora de las canciones que aparecen en la película.

En febrero de 2022, se informó que LAFIG Bélgica e IMPS, los propietarios de la marca Los Pitufos, habían acordado asociarse con Paramount Animation y Nickelodeon Movies para producir varias películas animadas de Los Pitufos, siendo el primer proyecto un musical. Pam Brady fue asignada para escribir el guion, y la producción comenzaría más adelante ese año. En junio de 2022, se anunció que el ex veterano de DreamWorks Animation, Chris Miller, había sido contratado para dirigir la película. En abril de 2023, Rihanna se unió al elenco de la película como Pitufina, además de desempeñarse como productora además de escribir y grabar canciones originales. Se informó que el título de la película era Los Pitufos: La película, antes de que luego pasara a llamarse Los Pitufos: La musical.  El título se reveló oficialmente como Los Pitufos: La película durante la CinemaCon en abril de 2024. Tras el lanzamiento del primer tráiler en febrero de 2025, se reveló que la película se titularía simplemente Pitufos, con la participación de Nickelodeon Movies, se retiró por razones desconocidas.

### Fundición
En abril de 2024, durante CinemaCon, se anunció que Nick Offerman, Natasha Lyonne, JP Karliak, Dan Levy, Amy Sedaris, Nick Kroll, James Corden, Octavia Spencer, Hannah Waddingham, Sandra Oh, Alex Winter, Billie Lourd, Xolo Maridueña, Kurt Russell y John Goodman se unieron al elenco de voces. 

### Animación
Los servicios de animación de The Smurfs Movie serán proporcionados por Cinesite en Vancouver.  La animación de la película tiene una gran influencia de los cómics originales de Peyo. Los dibujos del artista inspiraron muchas de las decisiones creativas tomadas con el aspecto de la película, incluida la incorporación de líneas de acción y burbujas de pensamiento cómicas, así como "un aspecto divertido y alegre, con mucho aplastamiento y estiramiento". 
La película incorpora varios estilos de animación para sus "secuencias dimensionales", incluyendo un segmento de animación con plastilina de dos minutos creado por Screen Novelties. El diseño de los personajes de Snooterpoot se inspiró en los wookiees y ewoks de Star Wars, con su líder, Mama Poot, inspirada en el Shih Tzu del director Chris Miller. Cuando se creó el modelo del personaje de Razamel, el equipo de producción se preocupó de que no pudiera correr con sus pequeñas piernas. El supervisor de animación Jason Ryan y su equipo aprovecharon la oportunidad e hicieron que el ciclo de carreras de Razamel fuera intencionalmente cómico.

### Música
Rihanna escribió y grabó una canción original para la banda sonora de la película; El 16 de mayo de 2025, lanzó la canción "Friend of Mine" de la banda sonora. Además, el 21 de febrero, se lanzó una nueva canción titulada "Higher Love" de Desi Trill que incluye contribuciones de Cardi B, DJ Khaled, Natania y Subhi. El 19 de mayo, se reveló que Henry Jackman compuso la banda sonora de la película, habiendo colaborado previamente con el director Chris Miller en El Gato con Botas (2011) de DreamWorks Animation. El 13 de junio se lanzó "Banda sonora de la película Los Pitufos (música de e inspirada por)" a través de Roc Nation Distribution; Las nuevas canciones contaron con contribuciones de James Fauntleroy, Lous and the Yakuza, Tyla y Shenseea, entre otros.

### Lista de canciones
| N.º | Título                      | Artist                                           | Duración |  |
| 1.  | «Milenge»                   | Natania                                          | 2:51     |  |
| 2.  | «Celebrate»                 | Natania                                          | 1:59     |  |
| 3.  | «Friend of Mine»            | Rihanna                                          | 3:25     |  |
| 4.  | «Higher Love»               | Desi Trill, DJ Khaled, Subhi, Cardi B, & Natania | 2:56     |  |
| 5.  | «Liar for a Living»         | Natania                                          | 3:29     |  |
| 6.  | «It Takes A Village»        | Natania, The Indian Connect                      | 2:19     |  |
| 7.  | «Big Dreams»                | James Fauntleroy                                 | 2:05     |  |
| 8.  | «To Me»                     | Lous and the Yakuza                              | 2:53     |  |
| 9.  | «Did We»                    | Natania                                          | 3:14     |  |
| 10. | «Balle Balouza»             | Natania, Subhi, The Indian Connect               | 3:31     |  |
| 11. | «Everything Goes With Blue» | Tyla                                             | 2:10     |  |
| 12. | «It's My Party»             | Shenseea                                         | 2:38     |  |
| 13. | «Always On The Outside»     | James Corden                                     | 3:20     |  |
| 14. | «Higher Calling»            | The Indian Connect                               | 2:05     |  |

### Banda sonora original
La banda sonora original de la película, compuesta por Henry Jackman, se lanzó digitalmente el 18 de julio de 2025 por Roc Nation Distribution.

#### Lista de canciones
| N.º | Título                          | Duración |  |
| 1.  | «The Grimories»                 | 1:17     |  |
| 2.  | «Smurf Village»                 | 2:04     |  |
| 3.  | «No Name»                       | 3:12     |  |
| 4.  | «Razamel»                       | 4:02     |  |
| 5.  | «Neighborhood Watch»            | 1:20     |  |
| 6.  | «Kent's Lair»                   | 1:56     |  |
| 7.  | «Smurf's Unite»                 | 1:10     |  |
| 8.  | «Land of the Snooterpoots»      | 1:49     |  |
| 9.  | «Mama Poot»                     | 1:43     |  |
| 10. | «Charge of the Smurf Brigade»   | 2:06     |  |
| 11. | «Echoes of the Past»            | 0:42     |  |
| 12. | «Storming the Castle»           | 1:36     |  |
| 13. | «A Valiant Effort»              | 2:00     |  |
| 14. | «One of Us»                     | 1:30     |  |
| 15. | «The Rise and Fall of Gargamel» | 1:29     |  |
| 16. | «The Legend of Ron»             | 2:46     |  |
| 17. | «Guardianeers»                  | 1:30     |  |
| 18. | «Hostile Takeover»              | 2:04     |  |
| 19. | «Dreams and Nightmares»         | 1:46     |  |
| 20. | «Identity Crisis»               | 1:10     |  |
| 21. | «Long Awaited Epiphany»         | 2:19     |  |
| 22. | «The Comeuppance»               | 1:46     |  |
| 23. | «An Unexpected Return»          | 0:56     |  |
| 24. | «The Wizard Part 1»             | 5:00     |  |
| 25. | «The Wizard Part 2»             | 2:52     |  |

## Estreno
Smurfs fue estrenada en los Estados Unidos el 18 de julio de 2025. Originalmente estaba programado para su lanzamiento el 20 de diciembre de 2024, pero se retrasó hasta el 14 de  febrero de 2025 y Sonic the Hedgehog 3 ocupó su lugar en diciembre de 2024, antes de retrasar la fecha actual de julio de 2025.

## Recepción

### Taquillas
Hasta el 17 de agosto de 2025, Los Pitufos ha recaudado 30 millones de dólares en Estados Unidos y Canadá, y 73 millones de dólares en otros territorios, para un total mundial de 104 millones de dólares.
En Estados Unidos y Canadá, Los Pitufos se estrenó junto con Sé lo que hicieron el último verano y Eddington, y se proyectaba que recaudara entre 10 y 12 millones de dólares en 3300 salas en su fin de semana de estreno.   Debutó con 11 millones de dólares, quedando en cuarto lugar en taquilla. The Hollywood Reporter describió su actuación como acorde con las "poco entusiastas expectativas". 

### Recepción crítica
En el sitio web recopilador de reseñas Rotten Tomatoes, el 20% de las 94 reseñas de los críticos son positivas. El consenso del sitio web dice: «Alocada y disparatada, sin ser especialmente divertida, esta versión de los Pitufos no es precisamente la mejor del mundo». Metacritic, que utiliza una media ponderada, le asignó a la película una puntuación de 31 sobre 100, basándose en 27 críticos, lo que indica críticas «en general desfavorables». El público encuestado por CinemaScore le dio a la película una calificación promedio de «B+» en una escala de A+ a F.
Taylor Williams, de la revista Slate, le otorgó a la película una calificación de 1,5 sobre 4, afirmando que «su imitación de Un Nuevo Universo resulta ser solo una fachada».  Siddhant Adlakha, de IGN, le dio un 6 sobre 10, calificándola de «una película diseñada para mantener ocupados a niños de 4 años y entretenidos a los adultos», aunque afirma que «no ofrece mucho más allá de su ingeniosa narración».  En una reseña de tres estrellas para RogerEbert.com, Nell Minow escribió que la película tenía «mucho para satisfacer a los fans de toda la vida». Elogió la escritura de Pam Brady por su hábil equilibrio entre sentimiento, humor y acción, y concluyó afirmando que «el mensaje de nunca confundir la bondad con la debilidad es una valiosa lección de vida y un recordatorio de por qué los Pitufos son tan queridos».  Betsy Bozdech de Common Sense Media le dio a la película un 3 de 5, diciendo que la película tiene "mensajes positivos, peligro y lenguaje picante al estilo de una aventura pitufa". 
En una crítica más mordaz, Johnny Oleksinski, del New York Post, le dio a la película cero estrellas de cuatro, afirmando que la detestaba por completo y criticó la actuación de Rihanna por tener "toda la energía de un mensaje de voz automático" y por ser "especialmente insulsa". Oleksinski también calificó a los Snooter Poots de "una nueva especie molesta" y calificó las melodías de "aburridas y fuera de lugar", además de decir que eran "ritmos de club incómodos y deprimentes".  Peter Bradshaw, de The Guardian, le dio dos estrellas de cinco, escribiendo: "Esta historia, muy aburrida y sin inspiración, se extiende lentamente durante una hora y media, aunque hay algunas escenas surrealistas casi interesantes donde nuestros héroes se encuentran en extrañas dimensiones de universos alternativos", y concluyó diciendo: "Pero parece existir la preocupante suposición de que una película dirigida a niños muy pequeños no necesita tener una historia muy interesante o atractiva". 
Muchos críticos consideraron que la película se hizo para capitalizar la propiedad intelectual de Los Pitufos y la describieron como "tediosa" y "aburrida".   Varias reseñas también la compararon desfavorablemente con Trolls (2016).   